# 后件
后件是假言命题的后半部分。在这种命题的标准形式中，它是在“那么”之后的部分。
例子：
- 如果P，那么Q。

Q是这个假言命题的后件。
- 如果X是哺乳动物，那么X是动物。

这里的X是动物是后件。
- 如果计算机可以思考，那么它们是活的。

它们是活的是后件。
请注意在假言命题中的后件不必须是前件的结论。
- 如果猴子是橘子，那么鱼说星际语。

鱼说星际语是这里的后件，但是很明显的它不是（或者没有任何关系）在前件中断言的猴子是橘子的结论。